# OFC Champions League
OFC Champions League, også kendt som O-League, er en klubfodboldturnering i Oceanien. Den er arrangeret af Oceania Football Confederation, der er det førende organ indenfor fodbold i Oceanien. Turneringen er blevet afholdt siden 2007 i sit nuværende format, hvilket erstattede det tidligere format under navnet Oceania Club Championship. Otte gange er titlen som mester af OFC Champions League vundet af et hold fra New Zealand, mens turneringen en gang er vundet en anden nation, Papua Ny Guinea. Klubben fra Papua Ny Guinea var PRK Hekari United, der vandt turneringen i 2009-10 efter at besejret det newzealandske hold Waitakere United.
Turneringen er i sæsonen 2014-15 sponsoret af Fiji Airways, således turneringen er gennavngivet som Fiji Airways OFC Champions League.

## Statistik

### Finaler

#### Oceania Club Championship
| Sæson | Vinder            | Score         | 2'er                        | Stadion                            | Tilskuerantal | Antal af hold | Antal fodboldorganer (associations) |
| ----- | ----------------- | ------------- | --------------------------- | ---------------------------------- | ------------- | ------------- | ----------------------------------- |
| 1987  | Adelaide City     | 1 – 1 (4–1 p) | University-Mount Wellington | Hindmarsh Stadium, Adelaide        | 3.500         | 2             | 2                                   |
| 1999  | South Melbourne   | 5 – 1         | Nadi                        | Prince Charles Park, Nadi          | 10.000        | 9             | 9                                   |
| 2001  | Wollongong Wolves | 1 – 0         | Tafea                       | Lloyd Robson Stadium, Port Moresby | 3.000         | 11            | 11                                  |
| 2005  | Sydney FC         | 2 – 0         | AS Magenta                  | Stade Pater, Papeete               | 4.000         | 12            | 11                                  |
| 2006  | Auckland City     | 3 – 1         | AS Pirae                    | North Harbour Stadium, Auckland    | 2.000         | 11            | 10                                  |

#### OFC Champions League
| Sæson   | Vinder           | Score         | 2'er             | Stadion                                | Tilskuerantal | Antal af hold | Antal fodboldorganer (associations) |
| ------- | ---------------- | ------------- | ---------------- | -------------------------------------- | ------------- | ------------- | ----------------------------------- |
| 2007    | Waitakere United | 2 – 1         | Ba               | Govind Park, Ba                        | 10.000        | 6             | 5                                   |
| 2007    | Waitakere United | 0 – 1         | Ba               | Trusts Stadium, Waitakere City         | 9.000         | 6             | 5                                   |
| 2007    | Waitakere United | 2 – 2 (u)     | Ba               |                                        | 19.000        | 6             | 5                                   |
| 2007–08 | Waitakere United | 1 – 3         | Kossa            | Lawson Tama Stadium, Honiara           | 20.000        | 9             | 8                                   |
| 2007–08 | Waitakere United | 5 – 0         | Kossa            | Trusts Stadium, Waitakere City         | 6.000         | 9             | 8                                   |
| 2007–08 | Waitakere United | 6 – 3         | Kossa            |                                        | 26.000        | 9             | 8                                   |
| 2008–09 | Auckland City    | 7 – 2         | Koloale          | Lawson Tama Stadium, Honiara           | 20.000        | 6             | 6                                   |
| 2008–09 | Auckland City    | 2 – 2         | Koloale          | Kiwitea Street, Auckland               | 1.250         | 6             | 6                                   |
| 2008–09 | Auckland City    | 9 – 4         | Koloale          |                                        | 21.250        | 6             | 6                                   |
| 2009–10 | Hekari United    | 3 – 0         | Waitakere United | PMRL Stadium, Port Moresby             | 15.000        | 8             | 7                                   |
| 2009–10 | Hekari United    | 1 – 2         | Waitakere United | Fred Taylor Park, Auckland             | 3.000         | 8             | 7                                   |
| 2009–10 | Hekari United    | 4 – 2         | Waitakere United |                                        | 18.000        | 8             | 7                                   |
| 2010–11 | Auckland City    | 2 – 1         | Amicale          | Port Vila Municipal Stadium, Port Vila | 7.925         | 8             | 7                                   |
| 2010–11 | Auckland City    | 4 – 0         | Amicale          | Kiwitea Street, Auckland               | 3.000         | 8             | 7                                   |
| 2010–11 | Auckland City    | 6 – 1         | Amicale          |                                        | 10.925        | 8             | 7                                   |
| 2011–12 | Auckland City    | 2 – 1         | AS Tefana        | Kiwitea Street, Auckland               | 1.500         | 8             | 7                                   |
| 2011–12 | Auckland City    | 1 – 0         | AS Tefana        | Stade Louis Ganivet, Faaa              | 1.900         | 8             | 7                                   |
| 2011–12 | Auckland City    | 3 – 1         | AS Tefana        |                                        | 3.400         | 8             | 7                                   |
| 2012–13 | Auckland City    | 2 – 1         | Waitakere United | Mount Smart Stadium, Auckland          | 3.000         | 12            | 11                                  |
| 2013–14 | Auckland City    | 1 – 1         | Amicale          | Port Vila Municipal Stadium, Port Vila | 10.000        | 15            | 11                                  |
| 2013–14 | Auckland City    | 2 – 1         | Amicale          | Kiwitea Street, Auckland               | 3.000         | 15            | 11                                  |
| 2013–14 | Auckland City    | 3 – 2         | Amicale          |                                        | 13.000        | 15            | 11                                  |
| 2014–15 | Auckland City    | 1 – 1 (4–3 s) | Team Wellington  | National Stadium, Suva                 | 3.000         | 15            | 11                                  |

### Vindende hold
Tidligere vindere er som følger:
| Hold                        | Vindere | 2'er | År vundet                                                  |
| --------------------------- | ------- | ---- | ---------------------------------------------------------- |
| Auckland City               | 7       | 0    | 2006, 2008–09, 2010–11, 2011–12, 2012–13, 2013–14, 2014–15 |
| Waitakere United            | 2       | 2    | 2007, 2007–08                                              |
| Hekari United               | 1       | 0    | 2009–10                                                    |
| Sydney FC                   | 1       | 0    | 2005                                                       |
| Wollongong Wolves           | 1       | 0    | 2001                                                       |
| South Melbourne             | 1       | 0    | 1999                                                       |
| Adelaide City               | 1       | 0    | 1987                                                       |
| Amicale                     | 0       | 2    | —                                                          |
| Tefana                      | 0       | 1    | —                                                          |
| Koloale                     | 0       | 1    | —                                                          |
| Kossa                       | 0       | 1    | —                                                          |
| Ba                          | 0       | 1    | —                                                          |
| Pirae                       | 0       | 1    | —                                                          |
| Magenta                     | 0       | 1    | —                                                          |
| Tafea                       | 0       | 1    | —                                                          |
| Nadi                        | 0       | 1    | —                                                          |
| University-Mount Wellington | 0       | 1    | —                                                          |
| Team Wellington             | 0       | 1    | —                                                          |

### Vundne pr. land
| Team | Winners | Runner-up |
| ---- | ------- | --------- |
| NZL  | 9       | 4         |
| AUS  | 4       | 0         |
| PNG  | 1       | 0         |
| VAN  | 0       | 3         |
| TAH  | 0       | 2         |
| FIJ  | 0       | 2         |
| SOL  | 0       | 2         |
| NCL  | 0       | 1         |

Australien er ikke længere medlem af OFC.